# Galaxis útikalauz stopposoknak (film)
A Galaxis útikalauz stopposoknak (The Hitchhiker's Guide to the Galaxy) egy 2005-ben bemutatott amerikai sci-fi-vígjáték. Rendezője Garth Jennings, főszereplői Martin Freeman, Zooey Deschanel, Mos Def és Sam Rockwell. A film alapja Douglas Adams öt részes Galaxis útikalauz stopposoknak című „trilógiája”. 
A 2005. április 20-ai londoni premier után az Egyesült Királyságban és Ausztráliában április 28-án, az Egyesült Államokban és Kanadában április 29-én, Magyarországon június 16-án, Dél-Afrikában pedig július 29-én került a mozik vetítővásznára. 
Főbb szerepeit Martin Freeman (Arthur), Mos Def (Ford), Sam Rockwell (Zaphod) és Zooey Deschanel (Trillian) játszotta. Marvin Alan Rickman hangján szólalt meg, az útikalauz beszámolóit Stephen Fry mondta.
A film cselekménye jelentősen eltér az alapjául szolgáló rádiójátéktól, televíziós műsortól és könyvtől egyaránt. Az Arthur, Zaphod és Trillian közti romantikus háromszöget erőteljesebben hangsúlyozza a film, és néhány egyéb különbség is tapasztalható. Az események nagyjából követik az első négy rádiójáték eseményeit, és a szereplők útja a Teljesútban végződik, lehetőséget hagyva a folytatásnak (ahogyan a regény is folytatódik).

## Cselekmény
|  | Alább a cselekmény részletei következnek! |

Bár a delfinek (a Föld második legintelligensebb faja) évek óta próbálták figyelmeztetni az embereket arra, hogy anyabolygójuk a megsemmisítés előtt áll, az emberek mindezt puszta halkunyerálásnak nézték és elmentek mellette, még a végső üzenetet ("Viszlát, és kösz a halakat") sem értették meg. A film cselekménye a megsemmisítés előtti percekben indul: Arthur Dent, egy látszólag teljesen átlagos ember épp a házát próbálja megmenteni az azt lerombolni akaró munkagépektől, amikor megérkezik barátja, Ford Prefect, és egy közeli ivóba rángatja. Elmondja Dentnek, hogy a Földön kívülről érkezett, és hogy egy űrflotta hamarosan megsemmisíti a Földet, mivel az útjában van egy tervezett hiperűr-bekötőútnak. Dentnek alig van rá ideje, hogy elmondja barátjának, megismert egy elég lökött lányt, Triciát, a  vogon fajba tartozó földönkívüliek flottája valóban megjelenik a légkörben, és felrobbantja a bolygót. Ford és Dent az utolsó pillanatban tudnak felsugározni a főhajóra. A vogonok azonban utálják a stopposokat (mint minden szabályozatlan és esetleges dolgot), és Jeltz, a vogon főbürokrata elfogatja őket. Kínzásként felolvassa nekik egyik versét, mire Dent meggondolatlanul hízelegni kezd a költőnek, és a költeménye alapján érző szívet tulajdonít neki. A halálos sértésre válaszul Jeltz kidobatja őket az űrbe.
Bár nagyon csekély a valószínűsége, hogy ilyen helyzetben bárki is életben maradjon, azonban szerencséjükre épp ott terem az Arany Szív nevű űrhajó, ami egy végtelen valószínűtlenségi mezőt is generálni képes valószínűtlenségi hajtóművel működik. A hajót Ford másod-unokatestvére, Zaphod Beeblebrox, a Galaxis jelenlegi Elnöke, valamint Dent nem sokkal ezelőtt lelépett barátnője, Tricia vezeti (utóbbi Trilliannak hívatja magát, mivel előkelőbben hangzik). A hajón utazik még egy depressziós mesterséges intelligenciával rendelkező robot, Marvin is. A hajó szuperfejlett rendszerei automatikusan észlelik és veszik fel a fedélzetre a két szorult helyzetben lévő stoppost.
Az űrhajót, amely a legújabb, legfejlettebb és leggyorsabb ilyen konstrukció a Galaxisban, Beeblebrox lopta el, mivel szeretné vele megkeresni a messzi és legendás Magrathea bolygót. A Magrathea interdimenzionális lényei létrehoztak ott egy szuperintelligens számítógépet (filmbeli neve: Bölcs Elme), hogy az kitalálja nekik a választ a Világegyetem ("meg az élet, meg minden") értelmét firtató kérdésre. A Beeblebrox által lejátszott videó szerint a szuperagy azonban csak – több millió éves gondolkodás után – annyit tudott válaszolni erre a kérdésre: "42", és mellékesen helyesbítendőnek tartotta magát a kérdést is, és további évmilliókat kért rá, hogy a válaszhoz a megfelelő kérdést megtalálja. A magratheai megadták neki. A Bölcs Elme elmondta nekik, hogy új és még hatalmasabb szuperszámítógép kell a feladatra, bolygó méretű, amelyet ő maga fog megtervezni, a magratheai bölcsek pedig primitív élőlények testébe bújva maguk is részt kell, hogy vegyenek a számítási eljárásban. Már az új számítógép nevét is kitalálta: ... – itt a videó megszakad. Beeblebrox a videó végeztével kifejti tervét (ezt Trillian már ismeri): az Arany Szív hajtóműtechnológiáját használva, még az ő életében eljut a magratheai agy színe elé, és az óriási enigmákra adott válaszokat felhasználva, megnöveli vagyonát, népszerűségét és elismertségét (ugyanis nagyon sokan közönséges idiótának tartják – és nem is teljesen igazságtalanul – mint pl. korábbi riválisa, Humma Kavula is – ez azonban a világ értelmére vonatkozó kérdés megtalálása után nyilván nem lesz tartható vélemény).
A küldetés nem egyszerű azonban, ugyanis a vogon bürokraták eleinte azért üldözik a hajót, mivel nem tudják, hogy maga az Elnök lopta el, később pedig azt hiszik, Beeblebroxot elrabolta a vele utazó előbb egy-, majd háromtagú társaság. Egyik támadásuk után a hajó a Viltvolde VI-nél köt ki. Itt találkoznak Kavulával. Beeblebrox eleinte „el akar számolni” vele a „Ne szavazz a hülyére”-kampány miatt, de Kavula nemcsak erősebb és félelmetesebb (és jóval okosabb), hanem  tájékoztatja Beeblebroxot, miért nem sikerül az Arany Szívnek megtalálnia a Magratheát: a főpapnál van ugyanis a koordinátákat rejtő adattároló. Csak azon az áron hajlandó ezt odaadni Beeblebroxnak, ha az elhoz neki egy titkos szuperfegyvert a Magratheáról. Hogy Beeblebrox ne sétálhasson el a fegyverrel és a válaszokkal együtt, túszul ejti az Elnök egyik fejét (Beeblebroxnak ugyanis egy személyiségkozmetikai orvosi eljárás eredményeképp két feje és személyisége van, az egyik feje a másik alatt, a nyakon foglal helyet, csak akkor látható, ha a felső fejet magasra emeli és hátrahajtja).
Ekkor megérkeznek a vogonok, és foglyul ejtik Trilliant (aki ügyetlenül próbál egérutat szerezni a társaság számára azzal, hogy látszólag túszul ejti Beeblebroxot), így a társaság az ő kiszabadítására indul. A vogon anyabolygóra érkeznek, ahol Beeblebrox hosszas sorbanállás és többszöri kérvényezés után az utolsó pillanatban szabadítja meg Trilliant a kivégzéstől. Azonban közben az is kiderül, hogy a Föld megsemmisítéséért Beeblebrox idiotizmusa a felelős, az Elnök ugyanis olvasás nélkül aláírta a megsemmisítésre irányuló indítványt abban a hiszemben, hogy egyszerűen autogramot kérnek tőle (igaz, az eseményt valahol az Alfa Centauri környékén ki is hirdették, hogy tájékoztassák a Földlakókat, ez természetesen nem sok eredményt hozott). Így Tricia a szabadulása fölött érzett hála helyett csak egy hatalmas pofont kever le Beeblebroxnak, ahogy megszabadul a kötelékeitől, és ki is ábrándul belőle.
Végül ismét egyesül a társaság, és a koordináták birtokában megtalálják végre Magratheát. Miután elbánnak a bolygóra igényt tartó kereskedelmi társaság két nukleáris rakétájával, a Szuperagyhoz vezető dimenziókapukhoz érkeznek. Itt kettéválnak, mivel Dent nem hajlandó átlépni a kapun, amikor pedig végre rászánja magát, a kapu bezárul; így Marvinnal az innenső oldalon marad, míg a többiek a Bölcs Elme színe elé kerülnek.
Az Agy teljes csalódást kelt Beeblebroxban. Ugyanis az közli látogatóival, hogy nem oldotta meg a rejtélyeket, hanem egy másik szuperszámítógépet épített erre a célra, azt azonban egy hipertérút építése miatt félreértésből megsemmisítették (vagyis a Föld volt e szuperszámítógép). A Bölcs Elme maga közben rajzfilmeket nézett egy televízión. A szuperfegyvert legalább megtalálják: ez nem más, mint egy nézőpont-puska: akit eltalálnak vele, az a kezelője nézőpontjából kezdi látni a dolgokat. Ford, Beeblebrox és Tricia rögtön ki is próbálják a fegyvert egymáson. A játéknak hamarosan vége szakad, mivel két egér megtámadja és elkábítja őket.
Közben Dentet Szlartibartfaszt, a Bolygóépítő Társaság egyik idős mérnöke veszi gondjaiba. Megmutatja Dentnek, milyen a munkája, elmondja, hogy a Föld legintelligensebb faja az egereké, akik a régi Föld urai voltak, valamint, hogy megrendelésükre készül az Új Föld, ami teljesen ugyanolyan lesz, mint a régi, a lakókat is beleértve (a bolygóépítők teljes mértékben rekonstruálni tudják a bolygót, a valaha rajta élt összes embert és más lényeket, valamint a régi Földön történt valamennyi esemény összes hatását is beleértve, bár a mérnök felajánlja Dentnek, hogy ha valamit változtatni akar, akkor megteheti). A rekonstrukció befejeztével Dent egy lakomán találja magát a házában, amit az egerek szerveztek neki és utastársainak. A többiek hamar elkábulnak (az étel preparált volt), és a két vendéglátó egér megpróbálja Denttől elrabolni az agyát, mert abból még a Föld pusztulása után megtudhatják a nagy kérdést. Miután Dent elmondja az egereknek, nem érdekli a kérdések kérdése, csak az, hogy Tricia-e az igazi, a válasz pedig kétségtelenül: igen, az egerek azonban nem értik meg és folytatni akarják az agyrabló műtétet, Dent elpusztítja őket. A távozni készülő mérnök ama kérdésére, változtatni szeretne-e valamin, vagy fölöslegesnek érez-e valamit az új bolygón, azt válaszolja: csak saját magát. Közben a többiek felébrednek; és Ford erre tud megoldást, és azt javasolja, rúgjanak ki a hámból egy nagyon jó vendéglőben, ami valahol a világ végén van.
Ekkor ismét megjelenik a vogon hadsereg, (ismét) az Elnök régebbi barátnőjének (Questular Rontok) vezetésével, aki vissza akarja szerezni Beeblebroxot. Velük együtt érkezik Marvin is, kezében a szuperfegyverrel; bár nem törődik a vogon zárótűzzel (ugyanis köztudottan a legveszélytelenebb és legpontatlanabb fegyvertűz a Galaxisban), számítása ezúttal hibásnak bizonyul, és hátulról fejbe lövik, ami üzemképtelenné teszi. Már minden elveszni látszik, és egy kommandó épp betörni készül a házba, amikor Marvin még egy utolsót tüzel a nézőpont puskával. A vogonok hirtelen mind depressziósak lesznek, és abbahagyják az értelmetlennek érzett támadást. Ford pedig a behatoló vogon kommandót kergeti el kézifegyverével, egy mesterien kezelt törülközővel. Beeblebrox visszatér régi barátnőjéhez, és visszarendeli végre a vogonokat; Ford, Dent és Tricia pedig (a megjavított Marvin kíséretében) elindulnak a világvégi étterem felé.
|  | Itt a vége a cselekmény részletezésének! |

## Szereplők
| Karakter                    | Színész           | Magyar hang     |
| --------------------------- | ----------------- | --------------- |
| Zaphod Beeblebrox           | Sam Rockwell      | Kamarás Iván    |
| Tricia McMillan / Trillian  | Zooey Deschanel   | Kovács Patrícia |
| Ford Prefect                | Mos Def           | Galambos Péter  |
| Arthur Dent                 | Martin Freeman    | Görög László    |
| Szlartibartfaszt            | Bill Nighy        | Fodor Tamás     |
| Marvin                      | Warwick Davis     | Szacsvay László |
| Questular                   | Anna Chancellor   | Takács Andrea   |
| Marvin (hang)               | Alan Rickman      | Szacsvay László |
| narrátor (hang)             | Stephen Fry       | Végvári Tamás   |
| fedélzeti számítógép (hang) | Thomas Lennon     | Mikó István     |
| Humma Kavula                | John Malkovich    | Kulka János     |
| bálna (hang)                | Bill Bailey       | Fazekas István  |
| Jeltz (hang)                | Richart Griffiths | Ujlaki Dénes    |
| Fook                        | Dominique Jackson |                 |
| Kwaltz (hang)               | Ian McNeice       | Varga Tamás     |

## Forgatás
A hatrészes televíziós sorozat ugyan csak a rajongók körében aratott sikert, Douglas Adams nem adta fel, hogy elkészítse egy nagy, egész estés mozifilm forgatókönyvét. 1998-ban végül megszületett a szerződés a Disney-vel, azonban pár hónappal az aláírást követően Douglas Adams elhunyt. A forgatókönyv véglegesítése Karey Kirkpatrickre, a Csibefutam írójára maradt, aki addig nem is olvasta a könyvet. Több éves szünet után és negyed századdal az első regény megjelenését követően elkészült a mozifilm. Az előmunkálatokat 2003-ban kezdték el, a forgatást 2004. április 19-én, az utómunkálatokat pedig 2004 szeptemberében. A korszerű CGI és egyéb trükk technológiákkal sikerült kiküszöbölni a tévésorozat kissé ódivatú díszleteit, jeleneteit.

## Fogadtatás
Kereskedelmi szempontból a produkció mérsékelten sikeresnek bizonyult csak, nyitó hétvégéjén 21 millió dolláros bevételre tett szert az Egyesült Államokban és közel 3,3 millió fontra az Egyesült Királyságban. Összesen 104,5 millió dolláros bevételt ért el világszerte, míg produkciós költségei 50 millió dollárba kerültek. A film 2005-ben elnyerte a Golden Trailer-díjat és további négy díjra kapott jelölést.

## DVD megjelenés
DVD kiadványként 2005. szeptember 5-én jelent meg az Egyesült Királyságban, egy dupla lemezes változatban és egy exkluzív korlátozott példányszámú változatban. Az exkluzív kiadvány a regény egy példányát tartalmazta a filmhez kötődő borítóval, különböző képkollekciókat a film anyagából, mindez a filmben szereplő Útikalauz-külsejű csomagolásban. Az Egyesült Államokban és Kanadában egylemezes verzióban adták ki 2005. szeptember 13-án. Magyarországon az Intercom forgalmazásában jelent meg 2007-ben.